# Schweizerischer Bäuerinnen- und Landfrauenverband
Der Schweizerische Bäuerinnen- und Landfrauenverband (SBLV) ist ein Interessenverband der Schweizer Bäuerinnen und Landfrauen mit Sitz in Brugg.
Der Verein geht zurück auf den 1932 auf Initiative von Rosa Neuenschwander gegründeten Schweizerische Landfrauenverband (SLFV). Auslöser dafür war der Zusammenschluss von fünf kantonalen Landfrauenverbänden. 1941 hat sich der SLFV dem Schweizerischen Bauernverband (SBV) angeschlossen. 2006 haben sich der SLFV und der 1961 gegründete Schweizerische Verband Katholischer Bäuerinnen zum Schweizerischen Bäuerinnen- und Landfrauenverband (SBLV) zusammengeschlossen.
Zweck ist die Vertretung der wirtschaftlichen und beruflichen Anliegen der Bäuerinnen und Landfrauen auf nationaler und internationaler Ebene. Darüber hinaus spielt der SBLV eine wichtige Rolle in Bezug auf die kulturelle Selbstbehauptung und Identifikation der Bäuerinnen und Landfrauen innerhalb des SBV.
Der Verein hat etwa 58.000 Mitglieder aus der ganzen Schweiz. Präsidentin ist Anne Challandes. Rosmarie Ledermann-Scheurer (1932–2025), Präsidentin von 1986 bis 1994, war Ehrenpräsidentin des Verbands.